# Sholom Dvolaitski
Sholom Moiséyevich Dvolaitski (en ruso: Шолом Моисеевич Дволайцкий, en lituano: Šolomas Dvoilackis; 1893–27 de noviembre de 1937) fue un economista y funcionario estatal soviético.
Nació en Žagarė, Lituania, entonces parte del Imperio ruso. Colaboró con Aleksándr Bogdánov en la producción de la décima edición revisada de Kratki kurs ekonomicheskoi nauki (1920), que apareció en una traducción al inglés de Joe Fineberg como Un curso breve de ciencias económicas (1923).
Sin embargo, Bogdanov criticó la opinión de Dvolajckij de que el método de El capital de K. Marx no era aplicable al análisis de formaciones socioeconómicas no capitalistas.
En 1928 se publicó en Rusia su libro Chastny kapital v torgovle SSSR (Частный капитал в торговле СССР, El capital privado en el comercio de la URSS). 
En 1934 se publicó en Moscú su traducción de un capítulo de La acumulación del capital de Rosa Luxemburgo: Tugan-Baranovsky.
Fue director del Departamento de Cultura y Propaganda del Comité Territorial Azov-Mar Negro del Partido Comunista de Toda la Unión (bolcheviques) de 1936 a 1937, cuando fue purgado.
Fue arrestado el 15 de octubre de 1937 y juzgado y fusilado el 27 de noviembre de 1937. Sus cenizas están enterradas en el cementerio de Donskoye.